# Rembert Torhout
Le Rembert Torhout (anciennement aussi VT Oosthout Torhout) est un club de volley-ball belge, évoluant en 1re Division nationale (pour 2010-2011) ce qui représente le 3e niveau en Belgique (derrière la Ligue A et la Ligue B).

## Histoire
Le Rembert Torhout a une histoire pour le moins complexe. En effet, l'équipe actuelle qui milite au 3e niveau belge, n'a, dans les faits, pas grand-chose à voir avec l'illustre équipe qui remporta deux fois le Championnat de Belgique il y a plusieurs dizaines d'années. En effet si, officiellement, l'équipe qui cessa ses activités au top niveau après la saison 2005-2006, est du même club que l'équipe d'aujourd'hui puisqu'elles portaient toutes deux le même matricule W0364, il n'en était pas de même dans la pratique. 
Tout commença dans les années 1950 avec l'apparition d'une équipe au plus bas niveau provincial. Au fil des ans, cette dernière évolua jusqu'à la Ligue A. Bien des années plus tard, on décida, pour faire évoluer les jeunes, de créer une seconde équipe en provinciale. En 1988, alors que la première équipe milite toujours au top niveau, on décide de scinder, au sein du même club, les 2 équipes en termes d'encadrement et de dirigeants. Ainsi, à partir de là, il y aura au Rembert Torhout deux équipes qui, si ce n'est l'appartenance au même club, sont gérées tout à fait indépendamment l'une de l'autre.
De là, lorsque, faute de sponsors et de moyens, l'équipe majeure du club cessa ses activités en 2006 après avoir remporté deux titres de champions et cinq coupes de Belgique, il ne demeura plus que la fameuse deuxième équipe et son groupe de dirigeants qui sont justement l'équipe actuelle du Rembert Torhout. Ces derniers parvinrent alors, au fil des ans, à remonter au 3e niveau belge, la 1re Division Nationale.

## Palmarès
- Championnat de Belgique (2)
  - Vainqueur:  1973, 1990
- Coupe de Belgique (5)
  - Vainqueur:  1969, 1970, 1971, 1988, 1995